# Siderastrea glynni
Siderastrea glynni là một loài san hô trong họ Siderastreidae. Loài này được Budd & Guzman miêu tả khoa học năm 1994.